# HMNB Devonport
 HMNB Devonport (officielt Her Majesty's Naval Base Devonport) er den ene af Royal Navys tre flådestationer i Storbritannien. Flådestationen er placeret i den engelske by Plymouth ved udmundingen af floden Hamoaze og er den største flådestation i Vesteuropa.

## Historie
Allerede i det 16. århundrede var Plymouth en vigtig britisk flådehavn. Således udgik Francis Drake i 1588 fra Plymouth for at kæmpe mod den Spanske armada. I 1676 begyndte man bygningen af den nuværende flådestation Devonport, der blev officielt åbnet i 1691. Devonport spiller stadig en strategisk rolle i forsvaret af Storbritannien. Under koalitionskrigene spillede Devonport kontinuerligt en stor rolle som støttepunkt under de gensidige blokader mellem Frankrig og England.
Den 27. december 1831 afsejlede HMS Beagle under kommando af kaptajn Robert FitzRoy med naturforskeren Charles Darwin Devonport på sin femårige forsknings- og opmålingsekspedition. Sejladsen tilførte Darwin vigtig viden til sin evolutionsteori.
Under 2. verdenskrig var der i perioder tilknyttet op til 300 krigsskibe til flådestationen. Efter HMNB Portsmouth var Devonport det vigtigste udgangspunkt for invasionen i Normandiet i 1944. 
Som en del af 1960'ernes nedskæringer blev flådestationen kraftigt beskåren da man besluttede at fra slutningen af 1960'erne ville alle hangarskibe og krydsere blive tilknyttet Portsmouth. Dette betød, udover et stort prestigetab, tab af flere tusind arbejdspladser.

## I dag
I løbet af 1990'erne lukkede Royal Navy fire af sine daværende otte flådestationer på de britiske øer og flyttede alle aktiviteter over på de resterende baser. Flådestationen blev moderniseret for at kunne huse de nye fregatter af Duke-klassen og atomubådene af Trafalgar-klassen. I 1994 blev Royal Navys amfibiekapacitet samlet i Devonport. For at flådens tre amfibieskibe kunne repareres på flådestationen påbegyndte man i 1995 bygningen af en ny og større dok.

## Området
Flådestationen strækker sig over et 6 kilometer langt område ved udmundingen på floden Hamoaze. Området dækker over 15 tørdokker, fem dokker samt 25 tidevandsafhængige kajpladser til skibe. I 2002 blev yderligere en dok færdiggjort der har kapacitet til at inddokke en atomar missilubåd af Vanguard-klassen.
Flådestationen dækker i alt over et område på cirka 650 hektar. Omkring 4.000 militære og knap 10.000 civile medarbejdere er beskæftiget på flådestationen. Flådestationen Devonport er dermed den største arbejdsplads i byen Plymouth og beskæftiger over 10 procent af byens arbejdsstyrke.

## Skibene (Devonport Flotilla)
- L12 Ocean
- 2× Albion-klassen (L14 Albion og L15 Bulwark)
- 7× Duke-klassen (F79 Portland, F81 Sutherland, F82 Somerset, F231 Argyll, F235 Monmouth, F236 Montrose og F238 Northumberland)
- 7× Trafalgar-klassen (S87 Turbulent, S88 Tireless, S90 Torbay, S91 Trenchant, S92 Talent og S93 Triumph)
- 2× Echo-klassen (H87 Echo og H88 Enterprise)
- 3× havundersøgelsesskibe